# Joshua Canales
Joshua Antonio Canales Hernández (ur. 20 lipca 2000 w San José) – honduraski piłkarz z obywatelstwem kostarykańskim występujący na pozycji ofensywnego pomocnika, od 2024 roku zawodnik kostarykańskiego Herediano.
Urodził się i wychował w Kostaryce, zaś jego ojciec pochodzi z Hondurasu.